# Isola la Gaiola
L'isola della Gaiola è una delle isole minori di Napoli; è sita dirimpetto alla costa di Posillipo, nel Parco sommerso di Gaiola.

## Storia
La denominazione dell'isola non è univoca: secondo una teoria il nome è dovuto alle cavità che costellano la costa di Posillipo (dal latino cavea, ovvero «piccola grotta», e dunque attraverso la forma dialettale caviola); secondo un'altra teoria in dialetto gaiola significa gabbia, più propriamente gabbia per uccelli; ma, al di là delle ipotesi fantasiose, bisogna dire che in realtà troviamo, sia in Adriatico sia nel Tirreno, varie isolette di nome Gajola o Galiola , nome comune che in tardo-latino significava ‘carcere’, essendo infatti antica l’abitudine di costruire carceri di sicurezza nelle isole. Il predetto toponimo ricorre comunque anche in ambiente non marino (vedi Gajola nel Cuneese, Gajole nel Senese, Gagliole nel Maceratese), in quanto evidentemente non specifico di carceri costiere, anche se è forse da queste che può essersi propagato anche agli usi di terraferma. Se se ne accetta l’origine marina, non è improbabile che il nome possa derivare da galiola (sincope di galaiola, dal biz. γαλαία, ‘galea’), perché, come già sappiamo, altro uso che si faceva delle galee, quando magari non più adatte alla navigazione perché usurate dal tempo, era quello di adibirle a carceri galleggianti. Dalla versione gagliola  indubbiamente  deriva l’epiteto gaglioffo nel suo senso di ‘avanzo di galera’. L’esser stata l’isola adibita a sede carceraria potrebbe giustificare la vecchia diceria della ‘maledizione della Gajola’, mala sorte che colpirebbe chiunque ne divenga il proprietario.
L'isola, come già accennato, è molto vicina alla costa, raggiungibile a nuoto. Si suppone che, in origine, nient'altro fosse che il prolungamento del promontorio dirimpetto e che sia stata separata artificiosamente solo in un secondo tempo per volere di Lucullo. Nel XVII secolo questo lembo di terra era praticamente cosparso di rovine romane mentre, due secoli dopo, l'isola fungeva da batteria a difesa del golfo. Negli anni venti è stata in funzione una teleferica che collegava l'isola alla terraferma. All'inizio del XIX secolo, l'isola era abitata da un eremita, soprannominato Lo Stregone, il quale viveva dell'elemosina dei pescatori. L'isola apparteneva allora all'archeologo Guglielmo Bechi, che l'aveva acquistata assieme a parte del promontorio nel 1820.

### La villa della Gaiola
Venduta l'isola nel 1874 a Luigi de Negri, questi vi costruì una villa che la caratterizza ancora oggi. Il seguente proprietario, acquistata la villa a seguito del fallimento del de Negri, sfruttò l'isola e la zona antecedente per una cava di pozzolana. La villa, che nasce in posizione privilegiata, fu anche di proprietà del celebre Norman Douglas, autore della La terra delle sirene. Nel 1910 passò alla proprietà della famiglia del senatore Paratore, anche se questi abitò la villa prospiciente sulla terraferma, oggi parte della tenuta Ambrosio che ospita anche il Parco archeologico di Posillipo.
La popolazione del luogo, generalmente, non ha mai visto di buon occhio la Gaiola, considerandola una sorta di «isola maledetta», che con la sua bellezza nasconde «sorti inquiete», nomea dovuta alla frequente morte prematura dei suoi proprietari; ad esempio, negli anni venti del 900, appartenne allo svizzero Hans Braun, il quale fu trovato morto e avvolto in un tappeto; di lì a poco la moglie annegò in mare. La villa passò così al tedesco Otto Grunback, che morì d'infarto mentre soggiornava nella villa. Simil sorte toccò all'industriale farmaceutico Maurice Sandoz che morì suicida in un manicomio in Svizzera; il suo successivo proprietario, un industriale tedesco dell'acciaio, il barone Paul Karl Langheim, finì sul lastrico a causa delle feste e degli efebi, dei quali di solito amava circondarsi. Infine, l'isola è appartenuta a Gianni Agnelli che subì la morte di molti familiari; passò poi a Jean Paul Getty, il cui nipote fu rapito dalla 'Ndrangheta e, successivamente, a Gianpasquale Grappone, che rimase coinvolto nel fallimento della sua società di assicurazioni Lloyd Centauro nel 1978.
Messa all'asta, l'isola è diventata proprietà della Regione Campania.

## Prospettive sulla Gaiola
Nel 1996 l'intera proprietà della Regione fu affidata all'associazione Marevivo che si era proposta di realizzare un Museo per la valorizzazione delle risorse marine. Tale progetto non fu mai realizzato e nel 2009 la Regione ha affidato la proprietà alla Soprintendenza Archeologica (quando questa era Ente gestore del Parco Sommerso di Gaiola) che nella dépendance terrestre della Villa sull'Isola ha realizzato in collaborazione con il Centro Studi Interdisciplinari Gaiola onlus (attuale gestore del parco, in regime di affidamento concessorio), un Centro operativo per la Ricerca e Divulgazione scientifica del patrimonio naturalistico-archeologico del Parco.
Oggi le Isole si trovano al centro della Zona di Riserva Integrale dell'Area Marina Protetta, e stanno andando incontro ad un graduale e naturale processo di rinaturalizzazione e ripopolamento biologico che sta interessando l'intera area marina e terrestre.